# Markus Buck
Markus Buck (* 16. Juli 1979) ist ein deutscher Poolbillardspieler.

## Karriere
Markus Buck begann 1995 mit dem Billardspielen. Im Februar 2011 erreichte er bei den French Open erstmals die Finalrunde eines Euro-Tour-Turniers. Er schied jedoch im Sechzehntelfinale gegen den Schotten Jayson Shaw aus.
Im Oktober desselben Jahres erreichte er das Halbfinale der Hungary Open und unterlag dort nur knapp dem Schweden Marcus Chamat mit 7:8.
Seit 2013 spielt Buck in der zweiten Mannschaft von Fortuna Straubing, mit der er 2014 in die 2. Bundesliga aufstieg und dort 2015 Meister wurde.